# Kuottaluobbal
Kuottaluobbal är en sjö i Arjeplogs kommun i Lappland och ingår i Byskeälvens huvudavrinningsområde. Sjön har en area på 0,205 kvadratkilometer och ligger 493,2 meter över havet. Kuottaluobbal ligger i Byskeälven Natura 2000-område. Sjön avvattnas av vattendraget Långträskälven.

## Delavrinningsområde
Kuottaluobbal ingår i det delavrinningsområde (731352-161294) som SMHI kallar för Inloppet i Allejaure. Medelhöjden är 551 meter över havet och ytan är 29,89 kvadratkilometer. Det finns inga avrinningsområden uppströms utan avrinningsområdet är högsta punkten. Långträskälven som avvattnar avrinningsområdet har biflödesordning 2, vilket innebär att vattnet flödar genom totalt 2 vattendrag innan det når havet efter 209 kilometer. Avrinningsområdet består mestadels av skog (81 procent) och sankmarker (14 procent). Avrinningsområdet har 0,72 kvadratkilometer vattenytor vilket ger det en sjöprocent på 2,4 procent.